# Hannoki
Wodospad Hannoki (jap. ハンノキ滝 Hannoki-daki) − najwyższy wodospad w Japonii, o wysokości 497 m, położony w prefekturze Toyama. 
Ze względu na to, że jego wody płyną tylko od kwietnia do lipca, kiedy topi się pokrywa śnieżna na płaskowyżu Midagahara, za najwyższy uważa się wodospad Shōmyō. Hannoki razem z wodospadem Shōmyō tworzą wodospad bliźniaczy.